# Челканцы
Челка́нцы, также чалка́нцы (самоназвание — ку-кижи) — отдельный тюркский народ либо, согласно переписи населения России 2010 года, субэтническая группа алтайцев. Компактно проживают в Республике Алтай: сёлах Курмач-Байгол, Суранаш, Майск, Бийка, Чуйка, Турачак Турочакского района и в городе Горно-Алтайске. Говорят на челканском наречии северноалтайского языка.

## История
Историческое название челканцев — ку-кижи (ku-kiši), или лебединцы (люди у реки Лебедь — местность и ясачная волость, названная русскими казаками Томского острога в 1620 и название ясачных людей, с 1629 года платящих ясак в Кузнецкий уездный острог). Этноним, вероятно, связан также с тем, что предки челканцев поклонялись птице/лебедю («Qu/Қу» — значит лебедь а «Qus/Құс» птица на тюркских языках), в обилии гнездовавших на местных водоёмах в летнее время. Челканцы проживали в районе реки Лебедь на Алтае.
Переписи населения советского периода (кроме 1926 года) включали челканцев в состав алтайцев.
В 2000 году челканцы были отнесены к коренным малочисленным народам Российской Федерации (Постановление Правительства Российской Федерации № 255 от 24 марта 2000 года). Всероссийская перепись населения 2002 года учла их отдельной народностью со своим языком, Всероссийская перепись населения 2010 года — численность челканцев составляет 1181 человек.
По данным изучения Y-хромосомных гаплогрупп, челканцы входят в восточно-евразийский кластер.

## Численность и расселение
По данным переписи населения 2002 года численность челканцев в Российской Федерации составила 855 человек, из них в Республике Алтай — 830 человек (в основном в Турочакском районе). В то же время, по данным правительства Республики Алтай, в 1997 году в Турочакском районе республики насчитывалось 1689 челканцев.
Численность челканцев в населённых пунктах Республики Алтай в 2002 году:
- село Турочак — 160 человек;
- село Бийка — 122 человек;
- село Курмач-Байгол — 121 человек;
- город Горно-Алтайск — 109 человек;
- село Майск;
- село Кебезень — 187 человек.

Челканцы разделялись на два сеока, которые по-челкански именовались: Чалканыг и Шакшылыг.

## Язык
Челканское наречие северноалтайского (кумандинско-челканского) языка относится к северноалтайским языкам (тюркской группы алтайской языковой семьи) или является отдельным языком. По переписи 2002 года в Республике Алтай из 830 челканцев русским языком владеют 817 человек (98 %), челканским — 466 человек (56 %), алтайским (южноалтайским) — 148 человек (18 %).
Челканский календарь — Шалғаннуғ айлар — Челканские месяцы:
1. Январь — Кижығ кырлащ ай.
2. Февраль — Тӧғӧнӧк ай.
3. Март — Ажығ ай.
4. Апрель — Кӧӧрык ай.
5. Май — Таарығ ай.
6. Июнь — Одоғ ай.
7. Июль — Јыттығ ай.
8. Август — Орок ай.
9. Сентябрь — Уртын ай.
10. Октябрь — Щана ай.
11. Ноябрь — Куртынак ай.
12. Декабрь — Улуғ кырлащ.

## Литературные произведения
Челканский язык стал письменным языком с выходом Букваря. Издание первого челканского Букваря 2014 г., авторы Пустогачева О. Н., Тайборина Н. Б.
1. Пьеса «Карааннарын ла тьашштарнын салымы» (Судьбы пожилых и молодых) Анна Макаровна Кандаракова (Пустогачева). Первое значимое произведение, зарождение литературы на челканском языке.
2. Рассказ «Каарнай» А. М. Кандаракова, О. Н. Пустогачева , вошедший в шорт-лист Первого Литературного конкурса КМН Севера, Сибири и Дальнего Востока/

Народное произведение (былина, сказка, эпос):
1. Героический эпос «Кара сағыштуғ Каткы Мерғен» (Крутонравный Каткы-Мерген)
2. Сборник «Билвезек ньаанамныҥ щöрщöктöри, ϳоокторары» (Сказки, советы бабушки Бильвезек)
3.  Сборник «Шалғануғ щöрщöктöр» (Челканские сказки)
Цитата известного представителя челканского народа.
«Эме щын ϳок» (Теперь действительно ничего нет) — сказал Каарнай, легендарная личность челканского народа. Эту цитату челканцы говорят, когда хотят подчеркнуть человеческую жадность.
«Шалгануғ кижи тыҥ» (1. Челканец никогда не сдается! 2. Челканец всегда сам решает! 3. Челканец может все!)
Эту знаменитую фразу сказал участник Великой Отечественной войны, принявший бой на подступах Рейхстага в Берлине Крачнаков Яков Байрамович.
Пословица, характерная для челканского народа, на родном языке с переводом на русский язык:
1) Ишке корыкпалар,
 Иш слерғе корыксын.
```
Работы не бойтесь,
```

```
Пусть работа вас боится.
```

2) Тöрöн јеры шын алтын уш,
 Ӧсғен јеры бӱдӱн алтын уш.
Место, где родился — настоящее золото,
Место, где вырос — золотой самородок.